# Cleisostoma crochetii
Cleisostoma crochetii är en orkidéart som först beskrevs av André Guillaumin, och fick sitt nu gällande namn av Leslie Andrew Garay. Cleisostoma crochetii ingår i släktet Cleisostoma och familjen orkidéer. Inga underarter finns listade i Catalogue of Life.